# Palača Jungbulakang
Jumbulagang (tibetansko ཡུམ་བུ་བླ་སྒང།, Wylie: yum bu bla sgang; kitajsko: 雍布拉康) ali Jumbu Lakhar (tibetansko ཡུམ་བུ་བླ་མཁར།, Wylie: yum bu bla mkhar) je prvotna palača tibetanskih kraljev iz dinastije Jarlung. Kot prva stavba na Tibetu je bila palača prvega tibetanskega kralja Njatri Tsenpa, ki je vladal leta 127 pr. n. št.
Jumbulagang stoji na hribu ob ovinku reke Yarlung Tsangpo, na vzhodnem bregu doline Yarlung v jugovzhodnem Lhokhi, približno 192 kilometrov jugovzhodno od Lase in 9 kilometrov južno od Tsetanga. Palača in njeno svetišče sta bila porušena med kulturno revolucijo 1966–1976, palača pa je bila delno obnovljena.

## Zgodovina
Jumbulagang je zgradil prvi tibetanski kralj Njatri Tsenpo. Manifestiral se je tako, da se je z neba spustil na polje jakov, nomadsko ljudstvo pa ga je postavilo za poglavarja. Poglavar Njatri je začel vladati leta 127 pr. n. št., kar je začetek tibetanske kraljeve dobe.
Med vladavino 28. kralja Thothorija Njantsena v 5. stoletju našega štetja so zlata stupa, kalup tsa-tsa in mahajanska sutra, ki jih kralj ni znal prebrati, padli z neba na streho Jumbulaganga, medtem ko je kralj hodil. Drugo poročilo navaja, da je indijski budistični menih prinesel relikvije kot darilo za kralja in mu naročil, naj jih hrani pet generacij, ko bo njihov pomen razumljen. Drugo kasnejše poročilo navaja, da je »glas z neba oznanil: 'Čez pet generacij bo prišel nekdo, ki bo razumel njihov pomen!'»
Pet generacij pozneje je Jumbulagang postal palača 33. tibetanskega kralja Songcen Gampa (604–650 n. št.), ki je naročil pisni tibetanski jezik in abecedo. Na svojem dvoru je predstavil mahajanski budizem, medtem ko sta bili dve njegovi tuji ženi že budistki: nepalska kraljica Bhrikuti in kitajska kraljica Venčeng. Potem ko je Songtsen Gampo zgradil Rdečo palačo v Lasi in prenesel sedež svoje posvetne oblasti v Laso, je Jumbulagang postal svetišče.
Med vladavino 5. dalajlame (1617–1682), tisoč let pozneje, je dalajlama obnovil Rdečo palačo kot palačo Potala in Jumbulagang spremenil v samostan za šolo Gelug.
Jumbulagang je bil uničen med kulturno revolucijo in »le del temeljev prvotne stavbe je ostal na mestu«. Palača je bila delno obnovljena leta 1983.
Novembra 2017 so se začela obnovitvena dela v vrednosti 1,5 milijona dolarjev, s katerimi so okrepili krušljive lesene temelje in razpokane stene. Za javnost naj bi bila ponovno odprta aprila 2018.

## Notranjost
Palača je razdeljena na sprednji in zadnji del. Sprednji del je trinadstropna stavba, zadnji del pa obvladuje visok stolp, podoben gradu. V palači so kipi Bude Thiesung Sangjie, kralja Njatri Tsenpa, prvega tibetanskega kralja, kralja Songcen Gampa in drugih kraljev iz obdobja tibetanskega cesarstva.
- Stupa
- prayer flags on the path to Yumbulagang
- Vile smrti v Jumbulagangu

## Zorthang
Tradicionalno je največje obdelovalno območje v Tibetu, imenovano Zorthang, severozahodno od Jumbulaganga. Še danes kmetje posipajo svoja polja z zemljo iz Zorthanga, da bi zagotovili dobro letino. V bližini je nekoč stal tempelj Lharu Menlha s podobami osmih zdravilnih Bud.
- Palača Jumbulagang